# Boulevard de Rome
 (octobre 2010).
Le Boulevard de Rome est la principale artère nord-sud de Brossard sur la Rive-Sud de Montréal.

## Situation et accès
Le boulevard de Rome, débute à l'autoroute 10 (autoroute des Cantons-de-l'Est), il se poursuit en direction nord vers le boulevard Taschereau en traversant le secteur "L" , et se termine boulevard Marie-Victorin. 

La section entre la voie ferrée et l'autoroute 30 fut ouverte au milieu des années 2000 en raison du développement dans le secteur tandis que le reste fut ouvert plusieurs années plus tôt.  
Au nord de la voie ferrée et jusqu'au boulevard Taschereau, le boulevard de Rome sépare les secteurs "M" et "N".  
Au nord de l'artère qui est aussi la Route 134, s'y trouve l'Hôtel de ville à l'intersection de la rue San-Francisco et il sépare les secteurs "R" et "S" pour se terminer et devenir le boulevard Saint-Laurent au nord de l'autoroute 15 / route 132 et du boulevard Marie-Victorin.

## Origine du nom
Son nom reprend celui de la ville de Rome, capitale de l'Italie.

## Bâtiments remarquables et lieux de mémoire
- Hôtel de ville de Brossard